# Gunngöl
Gunngöl är en sjö i Emmaboda kommun i Småland och ingår i Hagbyåns huvudavrinningsområde. Sjön har en area på 0,153 kvadratkilometer och ligger 137,9 meter över havet. Sjön avvattnas av vattendraget Lindrörsbäcken. Vid provfiske har abborre, braxen, gädda och mört fångats i sjön.

## Delavrinningsområde
Gunngöl ingår i det delavrinningsområde (627462-150152) som SMHI kallar för Mynnar i Svartabäcken. Medelhöjden är 111 meter över havet och ytan är 24,89 kvadratkilometer. Det finns inga avrinningsområden uppströms utan avrinningsområdet är högsta punkten. Lindrörsbäcken som avvattnar avrinningsområdet har biflödesordning 3, vilket innebär att vattnet flödar genom totalt 3 vattendrag innan det når havet efter 33 kilometer. Avrinningsområdet består mestadels av skog (82 procent). Avrinningsområdet har 0,68 kvadratkilometer vattenytor vilket ger det en sjöprocent på 2,7 procent.